# Hamat Gader

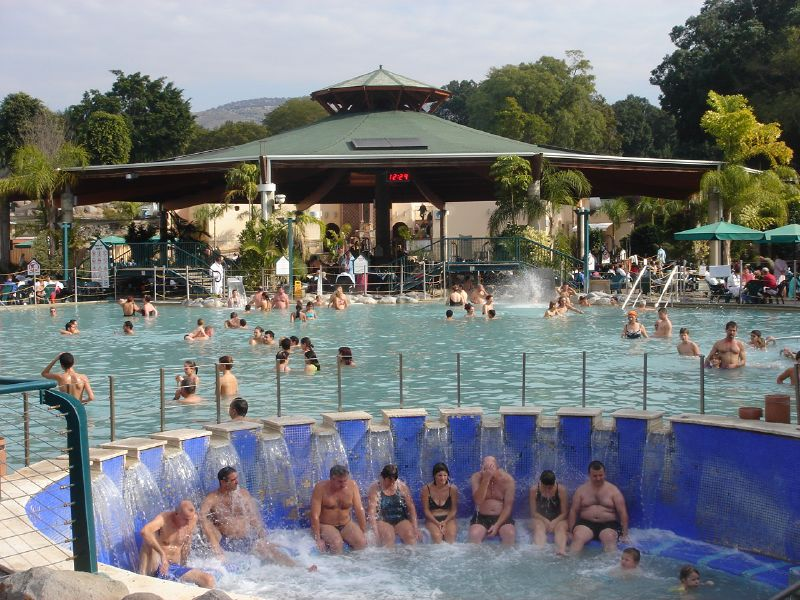
Hamat Gader durante el día.

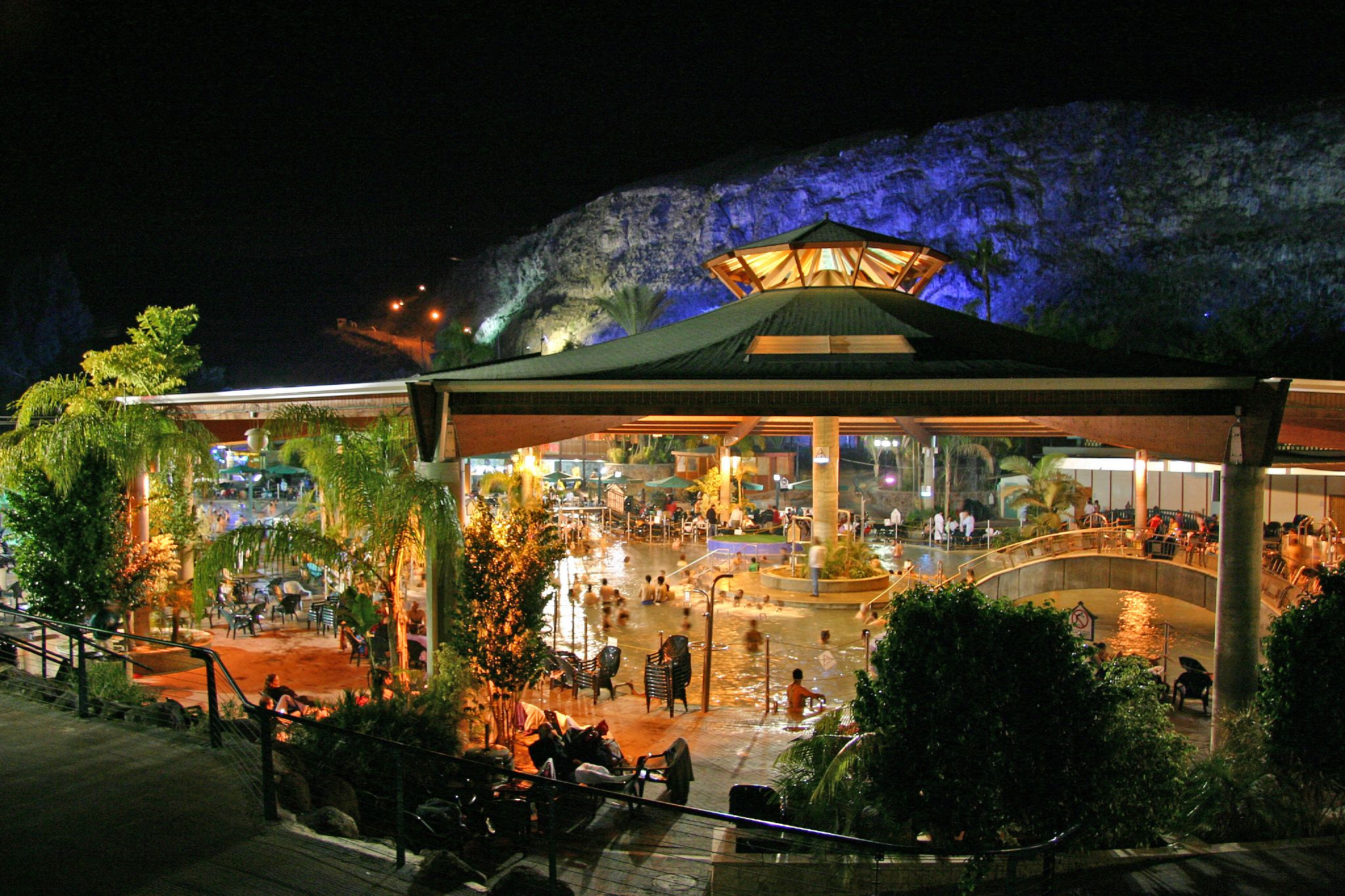
Hamat Gader durante la noche.

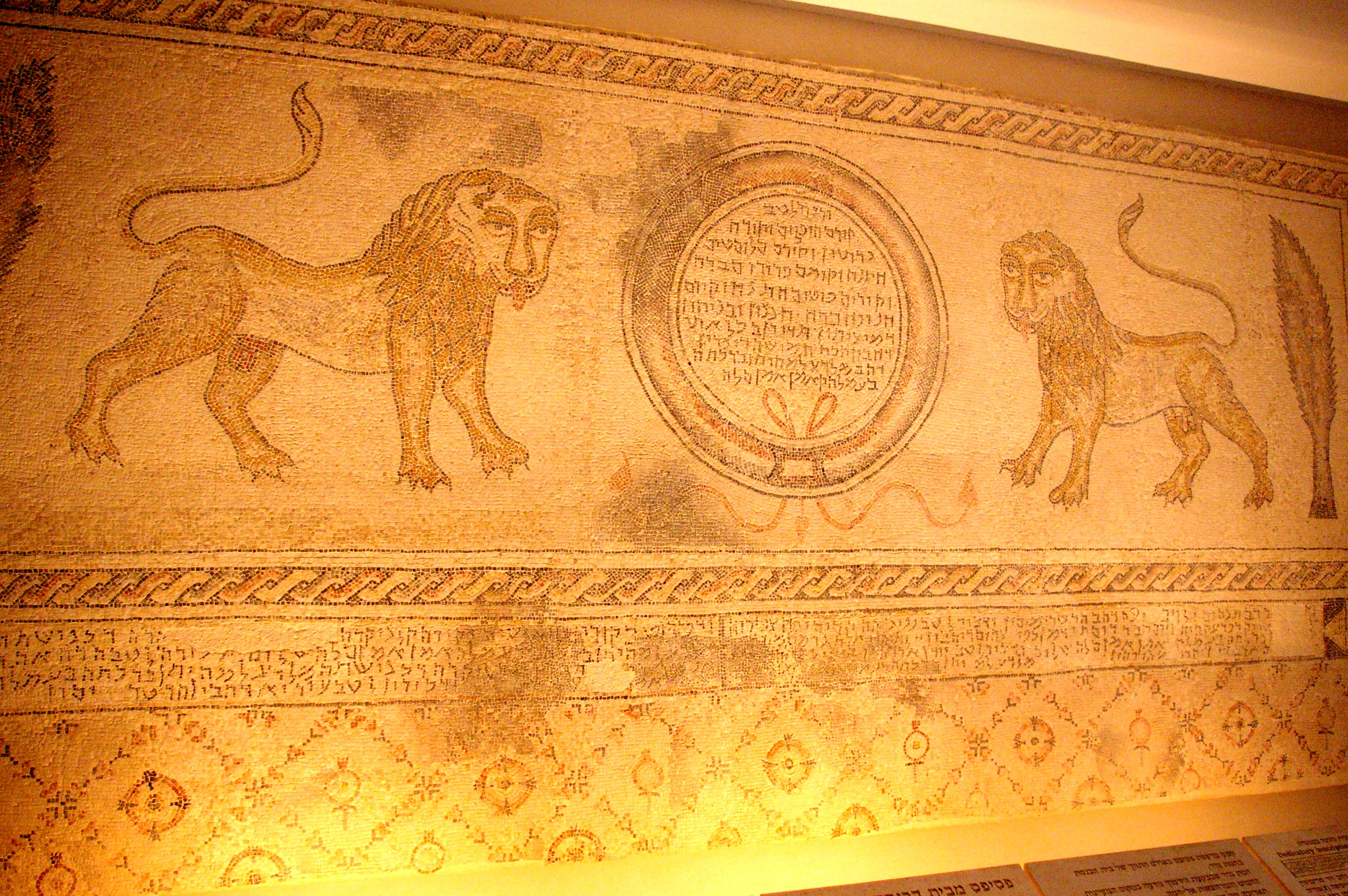
Arte judío. Mosaico con motivos y textos hebreos, proveniente del pavimento de la Sinagoga de Hamat Gader, -

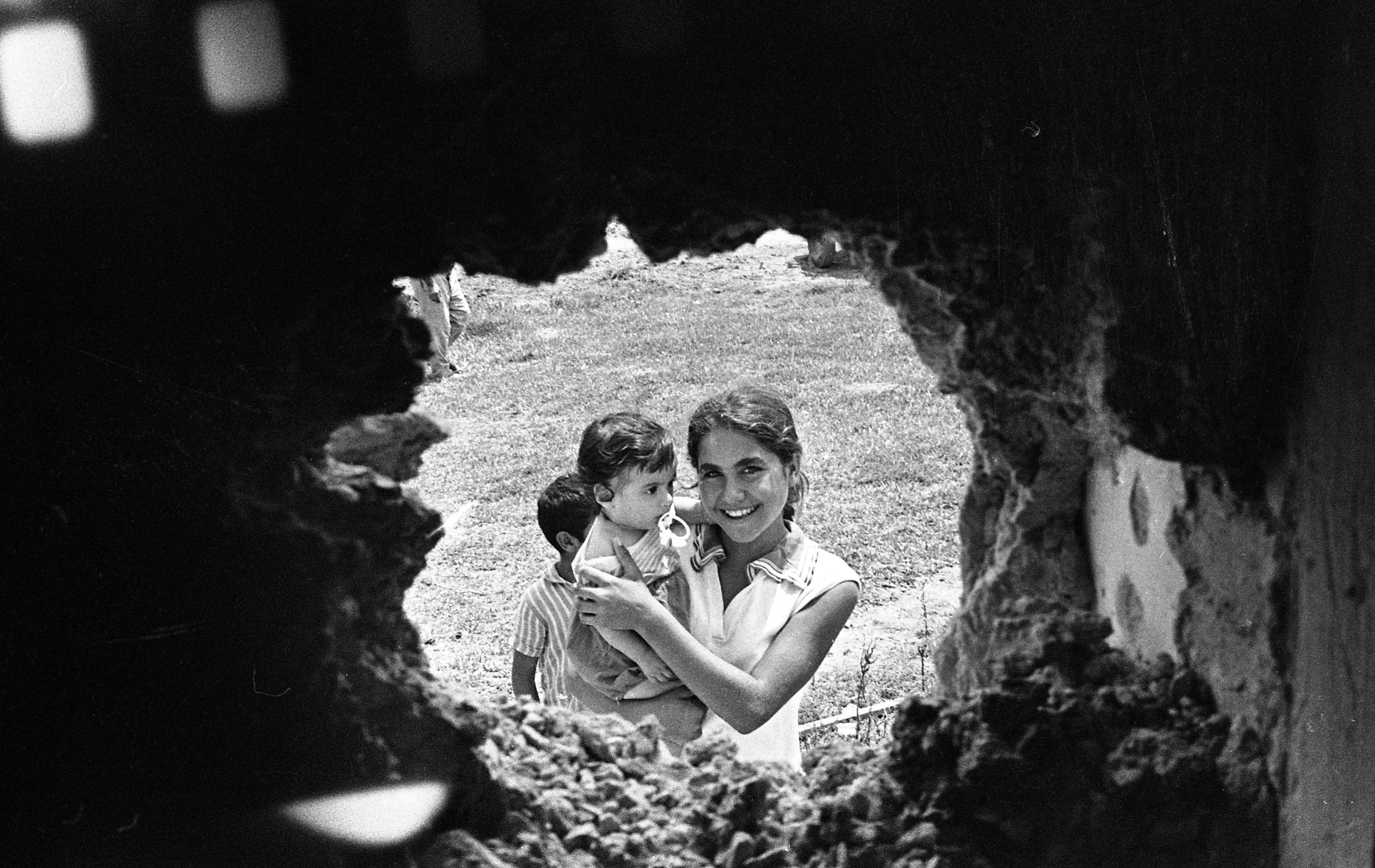
Hamat Gader. 1969

Hamat Gader (hebreo: חַמַּת גָּדֵר) es un sitio en el valle del río Yarmuk, cerca del Mar de Galilea en Israel. El nombre significa "aguas termales de Gadara", refiriéndose a los minerales de varios manantiales con temperaturas de hasta 50 °C. Gadara, moderna Umm Qais en Jordania, está a 4 kilómetros (2,5 millas) de distancia.
Hamat Gader está situado cerca de la confluencia de las fronteras de Israel y Jordania.
El nombre antiguo de Hamat Gader se conserva en el nombre árabe local para el sitio (el-Hamma, en árabe: الحمّـة‎, en hebreo: אל חמה‎), y del montículo ubicado cerca del sitio, Tel Bani, una corrupción del griego que significa "baños". 

## Historia
Hamat Gader ya era ampliamente conocido como un sitio de recreo en la época romana.
La construcción del complejo de baños comenzó en el siglo II por la Legio X Fretensis, que era la guarnición de la ciudad de Gadara. Dos períodos distintos de la construcción son evidentes en el sitio: el período romano-bizantino, durante el cual se construyó la parte del complejo de baños, y la época musulmana, durante la cual se realizaron importantes cambios en las estructuras existentes.
Las aguas termales fueron utilizadas para el recreo y la curación.
Algunos de los edificios fueron dañados por un terremoto en el siglo VII y restaurados por el Califa Omeya que gobernó desde Damasco. Finalmente, en el siglo IX los baños fueron abandonados y una gruesa capa de limo cubrió las ruinas.
El sitio incluye un teatro romano que fue construido en el siglo III y contenía 2000 asientos. Una gran sinagoga fue construida en el siglo V.

## La historia moderna

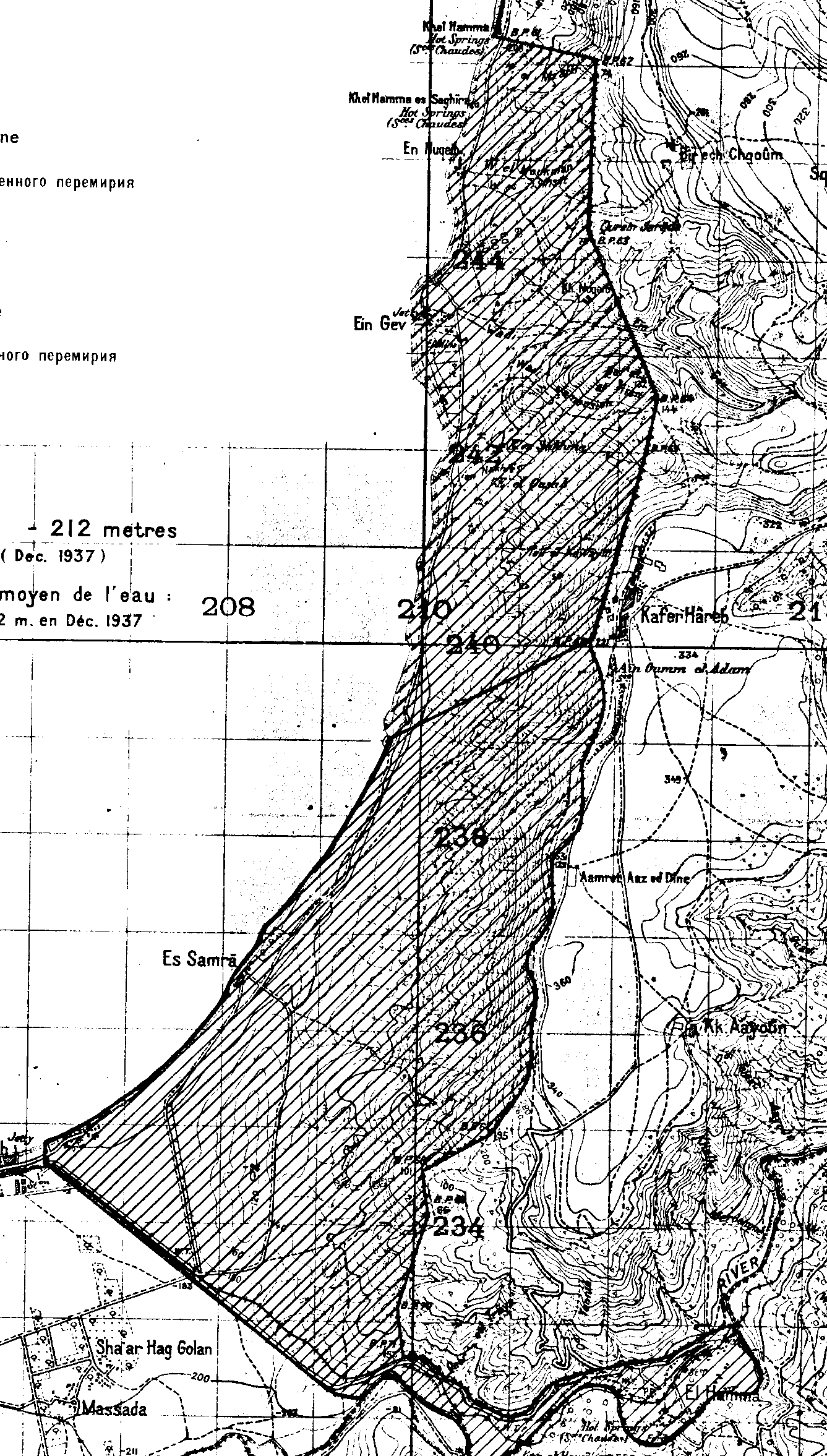
Zona desmilitarizada de Ein Gev - Al Samra - Al Hamma, según la Comisión Mixta de Armisticio entre Israel y Siria.

La frontera entre el Mandato Británico de Palestina y el Mandato francés de Siria fue elaborada en 1923, y Hamat Gader se incluyó en el primero.
Después de la guerra árabe-israelí de 1948 el sitio legalmente permaneció en Israel, pero fue ocupado por las Fuerzas de Siria. A los israelíes se les impidió entrar en la zona por los bombardeos y fuego de las posiciones militares sirias en las alturas del Golán con vistas al sitio.
El 4 de abril de 1951, un grupo de soldados israelíes y la policía de fronteras establecidas para Hamat Gader, a fin de hacer cumplir la soberanía israelí sobre el sitio cruzaron a él. Soldados sirios que custodiaban la entrada a Hamat Gader les ordenaron regresar de inmediato, pero la fuerza israelí se negó. Una vez que las fuerzas israelíes habían pasado, los sirios abrieron fuego desde la parte trasera. De los 22 soldados y policías en la Fuerza, murieron siete personas, tres resultaron heridos y uno fue tomado prisionero.,
La escaramuza se conoce como "El incidente Hammat" (en hebreo: תקרית אל-חמה‎).